# Большая Стрелецкая улица (Воронеж)
Большая Стрелецкая улица — улица в Ленинском районе Воронежа, проходит по дну большого оврага от Петровской набережной до улицы Станкевича.

## История
Улица прошла по дороге, ведущей от Стрелецкой слободы к реке Воронеж. Этот путь — ровесник самой Воронежской крепости. Служивые люди, стрельцы, получили землю западнее крепости, в изголовье оврага, позже названного Стрелецким. Кроме непосредственно службы они занимались сельским хозяйством и ремеслом.
Сама улица начала заселяться в конце XVII века, застройка шла от реки Воронеж. Начало этому положило превращение по мысли русского царя Петра I Воронежа в главную кораблестроительную верфь страны. Сам Пётр I поселился неподалёку от Большой Стрелецкой, в доме подьячего Приказной избы Игната Маторина. Большая же часть улицы продолжала оставаться дорогой, ведущей на Базарную гору — район главного городского рынка. После катастрофического пожара, на новом генеральном плане 1773 года, улица приобрела официальное название — Большая Стрелецкая.
Местность, через которую проходила улица, Стрелецкий лог, называли также Стрелецкий Лоск или просто Лоск. Это среднерусский топонимический термин, обозначающий лощину, овраг. С заселением окрестных низин территория обособилась в небольшой жилой район, жители которого больше тяготели к реке с её богатыми лугами, нежели к собственно городу, располагавшемуся на плато. Архитектурной доминантой Лоска стала построенная в 1863—1869 годах церковь Взыскания Погибших. В это же время на Большой Стрелецкой появился рынок, магазин, мужское приходское училище и богадельня. Несколькими кварталами выше в 1903 году оборудовали приют для неизлечимо больных — в память 200-летия со дня смерти св. Митрофана Воронежского.
Улица и лог связаны с именем русского поэта А. В. Кольцова. В районе пересечения с ул. Коперника раньше стоял дом купцов Кольцовых — там будущий поэт появился на свет, а среди зелёных бугров Стрелецкого лога прошло его детство. Через всё своё творчество Алексей Васильевич пронёс любовь к родному «деревенскому» краю.
Традиционно считавшийся районом бедноты, Лоск стал плотно заселяться рабочими в конце XIX века, с промышленным ростом Воронежа. Это ещё сильнее усугубляло проблему бедности, поэтому качество покрытия и содержания улицы Большой Стрелецкой оставляло желать лучшего — потоки воды после дождей или в весеннее снеготаяние постоянно размывали грунтовую дорогу. Замостить улицу и благоустроить район удалось только при новой, советской власти.
В довоенные времена Лосковый рынок убрали, а на его месте выстроили трёхэтажное здание, бывшее сначала школой, а позже — художественным училищем. Церковь Взыскания Погибших, как и остальные учреждения культа, закрыли.
После войны район продолжал благоустраиваться — было проведено уличное освещение, водопровод, газ. Церковь, пострадавшая во время войны, была снесена в 1960-х, а в 1970-х, после заполнения Воронежского водохранилища, вся нижняя часть улицы стала подтапливаться поднявшимися грунтовыми водами. Жителей стали расселять, дома и целые кварталы — сносить. В итоге самая древняя часть застройки Большой Стрелецкой оказалась утрачена.
Современная Большая Стрелецкая улица — важная асфальтированная дорога, позволяющая горожанам быстро достичь центра города с Петровской набережной. Тихий центр привлекает людей с достатком выше среднего, отчего стоимость жилья тут — одна из самых высоких в городе. Инфраструктура развита слабо: на всю улицу — один продовольственный магазин.

## Здания
- № 20 — Воронежское художественное училище
- № 53 — дом, на месте которого стоял дом купцов Кольцовых[3]
- № 104 — дом мещанки А. Н. Суворкиной. Памятник архитектуры XIX века[4]

## Транспорт
На Большую Стрелецкую ведёт единственный маршрут городского транспорта — автобус № 29. Он захватывает только нижнюю часть улицы и имеет конечной остановкой Митрофановский источник, расположенный неподалёку от Большой Стрелецкой.